# Саннес Ульф
Саннес Ульф (норв. Sandnes Ulf) — професіональний норвезький футбольний клуб з комуни Саннес.

## Досягнення
- ОБОС-лігаен
  -  Срібний призер (1): 2011

## Відомі гравці
- Жанв'є Ндикумана
- Джаміл Фіррінгтон
- Пол Оюга
- Анел Раскай
- Авні Пепа
- Артур Котенко

## Відомі тренери
- Тоні Кнепп